# 二氧化铌
二氧化铌是一种无机化合物，化学式为NbO2。它是一种深蓝色固体，也是一种非整比化合物，铌氧比例在 NbO1.94-NbO2.09 之间。

## 制备与结构
二氧化铌可以由Nb2O5 和H2在800–1350 °C 反应而成。 另一种方法是Nb2O5 和金属铌在 1100 °C 发生的归中反应。在工业生产金属铌时，NbO2会作为Nb2O5氢气还原过程中的中间体出现。 NbO2 会和镁蒸汽反应，生成铌金属。
在室温， NbO2 会形成四方晶系，金红石结构。它的 Nb-Nb 距离较短。 高温下的二氧化铌也会形成类似金红石结构的晶体。它们的 Nb-Nb 距离也很短。
据报道，二氧化铌有两个高压相，其中一个具有金红石结构，也具有短的Nb-Nb距离；另一种具有与斜锆石类似的结构，在更高压力下出现。 

## 性质
NbO2 不溶于水，是一种强还原剂，可以还原二氧化碳成碳单质，把二氧化硫还原成硫单质。
高温下氨解NbO2，可以得到氮化物Nb0.84N。NbO2和BaCO3在CS2中硫化，可以得到BaNbS3-δ。